# Himno di Kòrsou
El Himno de Curazao (en papiamento, Himno di Kòrsou) es el himno nacional de Curazao, país constituyente del Reino de los Países Bajos.
Fue adoptado oficialmente el 26 de julio de 1978.

## Historia
La letra del himno de Curazao fue escrita en 1898 por el fraile Radulphus, de origen neerlandés, con motivo de la coronación de la reina Guillermina. En papiamento la canción era conocida como «Den tur nashon patria nos ta konosí poko» ("en cada nación nuestra patria es poco conocida") y durante las celebraciones los alumnos de una escuela primaria local la cantaron con la melodía del himno tirolés «Andreas-Hofer-lied.» No fue hasta 1930 cuando el también fraile Cándido Nouwens compuso la melodía actual.
En 1978, el gobierno de Curazao pidió a cuatro músicos locales (Guillermo Rosario, Mae Henriquez, Enrique Muller y Betty Doran) que reescribieran la letra y cambiaran el título para convertirla en el himno nacional «Himno di Kòrsou», adoptado el 26 de julio de 1978.
El 18 de junio de 2003, el gobierno definió las regulaciones sobre el uso oficial del himno. Entre otras medidas, se prohíbe que el himno nacional se cante en otro idioma que no sea el papiamento.

## Letra
Normalmente se interpretan solo los dos primeros y los dos últimos versos. Las únicas ocasiones en las que se toca completo son al inicio de un mandato gubernamental, en reuniones del gobierno y al izar la bandera en actos oficiales.
| Papiamento Himno di Kòrsou Lanta nos bos ban kanta Grandesa di Kòrsou; Kòrsou, isla chikitu, baranka den laman! Kòrsou nos ta stima bo ariba tur nashon. Bo gloria nos ta kanta di henter nos kurason. Nos pueblo tin su lucha, ma semper nos tin fe di logra den tur tempu viktoria ku trabou! Ban duna di nos parti p'e isla prospera. Laga nos uni forsa p'asina triunfa. Nos patria nos ta demostra onor i lealtat, meskos na e bandera union di nos nashon. Nos bida lo ta poko pa duna nos pais, luchando uni pa libertat, amor i komprenshon. I ora nos ta leu fo'i kas nos tur ta rekorda Kòrsou, su solo i playanan, orguyo di nos tur. Laga nos gloria Kreado tur tempu i sin fin, k'El a hasi nos digno di ta yu di Kòrsou! | Español Himno de Curazao Alcemos nuestra voz y cantemos la grandeza de Curazao; ¡Curazao, isla pequeña, una roca en el mar! Curazao, te queremos por encima de todas las naciones. Tu gloria cantamos con todo nuestro corazón. ¡Nuestro pueblo tiene su lucha pero siempre tenemos fe para llevar a cabo siempre la victoria a través del trabajo! Pongamos de nuestra parte por la prosperidad de la isla. Unamos fuerzas para que podamos triunfar. A nuestra patria demostramos el honor y la lealtad, como hacemos con la bandera que une nuestra nación. Nuestra vida sería poco para dar a nuestro país, luchamos juntos la libertad, el amor y la comprensión. Y cuando estamos lejos de casa todos recordamos Curazao, su sol y playas el orgullo de todos nosotros. Alabemos a nuestro Creador siempre y para siempre, ¡porque Él nos ha hecho dignos de nacer en Curazao! |